# Sretensk
Sretensk (en russe : Сретенск) est une ville du kraï de Transbaïkalie, en Russie, et le centre administratif du raïon de Sretensk. Sa population s'élève à 6 524 habitants en 2019.

## Géographie
Sretensk se trouve sur la rive droite de la Chilka, dans le bassin de l'Amour, à 84 km à l'est de Nertchinsk, à 290 km à l'est de Tchita et à 4 958 km à l'est de Moscou.

## Histoire
Fondée en 1689, Sretensk reçut le statut de ville en 1926.

## Population
Les années de recensements sont repérés (*), sinon estimations de la population:
| 1897* | 1926* | 1939*  | 1959*  | 1970*  | 1979*  |
| ----- | ----- | ------ | ------ | ------ | ------ |
| 1 400 | 8 600 | 13 528 | 15 138 | 13 805 | 13 414 |

| 1989*  | 2002* | 2010* | 2012  | 2013  | 2014  |
| ------ | ----- | ----- | ----- | ----- | ----- |
| 10 445 | 8 192 | 6 850 | 6 737 | 6 678 | 6 609 |

| 2015  | 2016  | 2017  | 2018  | 2019  | 2020 |
| ----- | ----- | ----- | ----- | ----- | ---- |
| 6 608 | 6 621 | 6 643 | 6 581 | 6 524 | –    |

## Personnalité
- Vladimir Titov, cosmonaute soviétique, y est né en 1947.